# الطليعة الثورية (سياسية-عسكرية)
الطليعة الثورية (سياسية-عسكرية) (بالإسبانية : Vanguardia Revolucionaria (Político-Militar)) كانت مجموعة يسارية بيروفية متشددة، ومجموعة منشقة عن الطليعة الثورية.